# Kay Summersby
Kay Summersby, celým jménem Kathleen Helen Summersby (23. listopadu 1908, Ballydehob, Hrabství Cork, Irsko – 20. ledna 1975, Southampton, USA) byla za druhé světové války osobní řidičkou vrchního velitele spojeneckých sil a pozdějšího prezidenta Spojených států Dwighta Eisenhowera.
Kay Summersby doprovázela Eisenhowera při jeho cestách nejen po evropských, ale i severoafrických bojištích od roku 1942 až do konce války.

## Život
Kay se narodila jako čtvrtá z pěti dětí v rodině anglického gentlemana a irské matky. V mládí se přestěhovala do Londýna, kde pracovala jako komparzistka, fotografovala a nakonec se stala modelkou. V roce 1936 se vdala za příslušníka britské armády Gordona T. Summersbyho. Když se rozvedli, nechala si jeho příjmení. Byla pak zasnoubená s americkým podplukovníkem Richardem Arnoldem, který však zahynul během odminovávání v severní Africe.
Po vstupu Velké Británie do války v roce 1939 se stala členkou Mechanizovaného transportního sboru (Mechanised Transport Corps). V letech 1940 a 1941, v dobách masivního bombardování britských měst, řídila v Londýně sanitku. Když USA v prosinci 1941 vstoupily do války, byla Kay jedním z řidičů přidělených vysokým americkým armádním představitelům. Eisenhowerův vůz řídila od května 1942, kdy přijel do Londýna. Jeho řidičkou a později i sekretářkou byla až do listopadu 1945. Během této doby se Eisenhower stal pětihvězdičkovým generálem a vrchním velitelem spojeneckých sil. Kay i díky jeho pomoci získala americké občanství a připojila se k americké ženské jednotce Women's Army Corps. Za své působení během války získala několik ocenění, např. British Empire Medal.
Armádu opustila v roce 1947 a usadila se ve Spojených státech. V roce 1952 se vdala za burzovního makléře z Wall Street, rozvedli se o šest let později. V lednu 1975 v Southamptonu zemřela na rakovinu, bylo jí 66 let.